# Mina Witkojc
Mina Witkojc (německy Wilhelmine Wittka, 28. května 1893 Burg/Bórkowy – 11. listopadu 1975 Papitz/Popojce) byla lužickosrbská básnířka a publicistka. Svá díla psala v dolnolužické srbštině. Významná národní buditelka, pronásledovaná nacistickým režimem. 
Tvar jejího lužickosrbského příjmení odpovídá lužickosrbské tradici odlišování formy ženského příjmení u svobodných a vdaných.

## Díla (výběr)
- Dolnoserbske basni, Budyšin 1925
- Wĕnašk błośańskich kwĕtkow, Budyšin 1934
- K swĕtłu a słyńcu, Berlin 1955
- Prĕdne kłoski, Berlin 1958
- Po drogach casnikarki, Budyšin 1987